# Voix humaine
Pour les articles homonymes, voir Voix et La voix humaine.
 (mars 2014).
Si vous disposez d'ouvrages ou d'articles de référence ou si vous connaissez des sites web de qualité traitant du thème abordé ici, merci de compléter l'article en donnant les références utiles à sa vérifiabilité et en les liant à la section « Notes et références ».

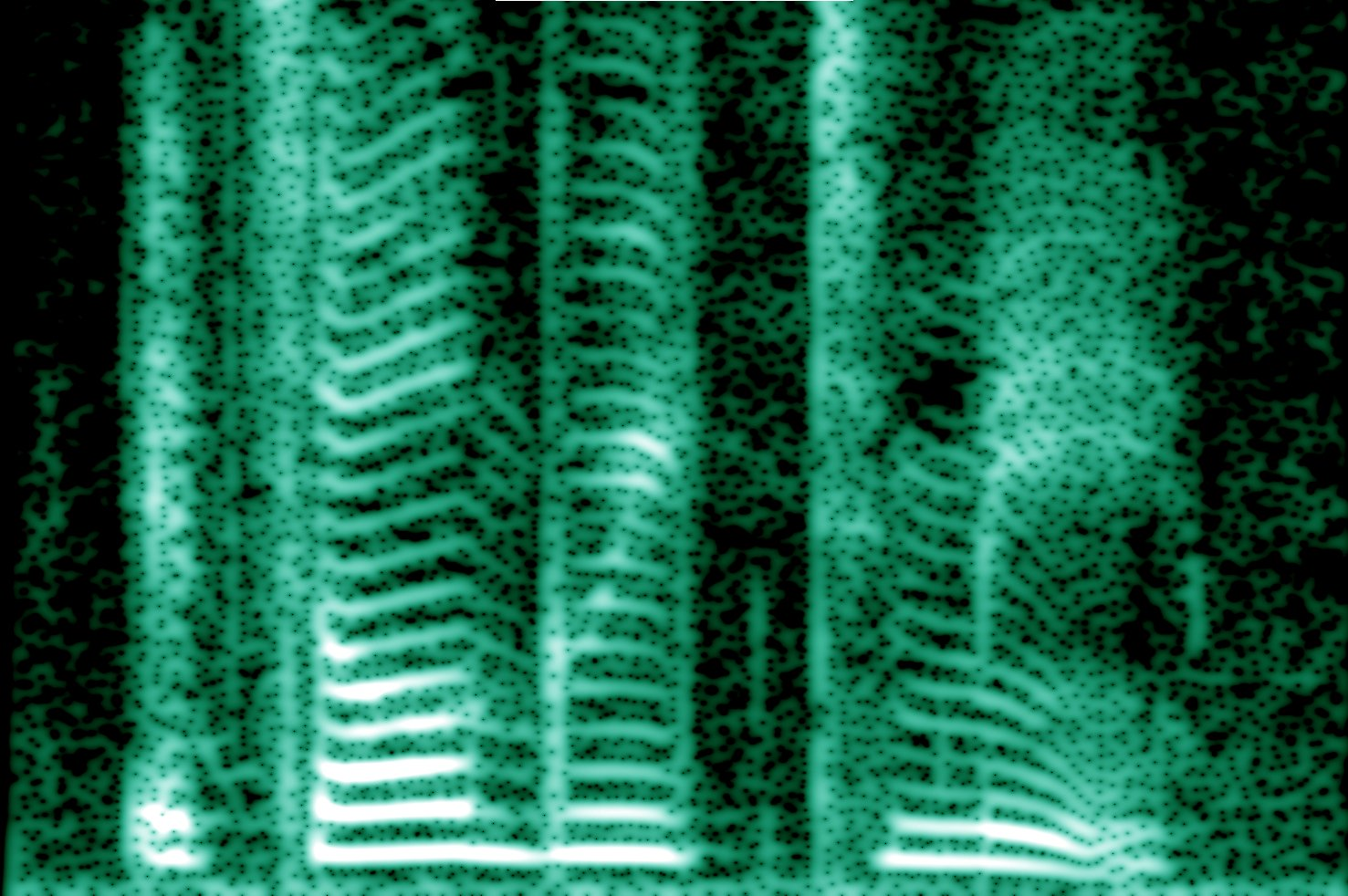
Le sonagramme de la voix humaine révèle son riche contenu harmonique.

La voix humaine est l'ensemble des sons produits par le frottement de l'air des poumons sur les replis du larynx de l'être humain. La voix inclut la parole, le chuchotement, le gémissement, le cri, le rire et le chant.
L'étude des sons produits par la voix humaine s'appelle la phonétique. C'est une des branches de la linguistique. Dans le domaine de la médecine, l'étude de la physiologie et de la pathologie de la voix et les soins de santé qui lui sont apportés sont du ressort de la phoniatrie. L'orthophonie s'occupe de la rééducation fonctionnelle de la voix.

## Fonction
La voix est un instrument à la fois dans sa fonction physico-acoustique de communication avec l'autre, et dans sa fonction psychologique ou de lien à l'autre et à soi-même, donc dans sa fonction pragmatique et identitaire.

## Physiologie
Les organes qui assurent la production vocale constituent l'appareil phonatoire ou appareil de la phonation. Cet ensemble convertit le souffle en sons en plusieurs étapes : la soufflerie alimentée par l'appareil respiratoire (contrôlé et régulé par les appuis et le système musculaire abdomino-diaphragmatique) ; l'émission par l'appareil de production sonore constitué par le larynx, cavité mobile à l’extrémité de la trachée où se trouvent les cordes vocales dont la vibration module très rapidement le débit (et la pression) d'air, tandis que les muscles laryngés permettent d'ajuster la hauteur du son et dans une certaine mesure le timbre (contenu harmonique) ; l'amplification assurée par des résonateurs (pharynx, cavité buccale, les cavités crâniennes, la masse osseuse) ;  l'articulation grâce au bout de la langue, du voile du palais, des gencives supérieures, des incisives supérieures et des deux lèvres. Les cavités buccales et nasales altèrent le timbre de la voix et un peu la hauteur : elles favorisent certaines fréquences au détriment d'autres en fonction de leur forme et de leurs dimensions, et réagissent avec la cavité laryngée.

### Les types de voix et les cordes vocales

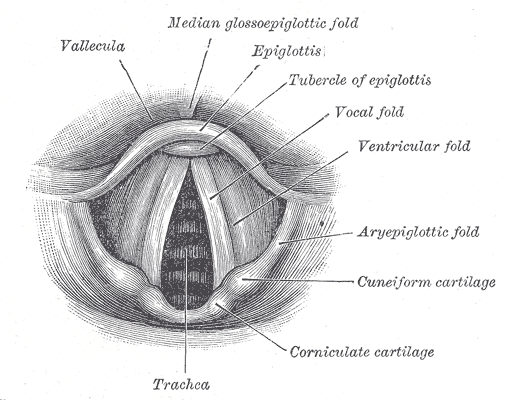
Diagramme anatomique des cordes vocales.

Les hommes et les femmes ont des cordes vocales de tailles différentes ; les hommes adultes ont généralement une voix plus grave et des cordes vocales plus longues, entre 17 et 25 mm. Celles des femmes se situent entre 12,5 et 17,5 mm.
Des facteurs génétiques sont à l'origine de la différence de taille des cordes vocales au sein d'un même sexe, ce qui a donné lieu au classement des voix de chanteurs par tessiture. On trouvera par exemple chez les hommes les basses, barytons et ténors alors qu'on aura chez les femmes les contraltos, mezzo-sopranos et sopranos. La taille des cordes vocales n'est pas la seule cause de différence entre les voix d'hommes et de femmes. La cavité résonnante (trachée, bouche, pharynx…) est généralement plus grande chez les hommes, ce qui favorise aussi les sons graves indépendamment des cordes vocales elles-mêmes. De même la saillie antérieure du cartilage thyroïde qui entoure les cordes vocales a un angle de 90° chez les hommes et de 120° chez les femmes.

### Physiologie et timbre vocal
La voix de chaque humain est unique, du fait de la forme et de la taille non seulement de ses cordes vocales, mais aussi du reste du corps de la personne. Les humains peuvent relâcher ou resserrer leurs cordes vocales, ou changer leur épaisseur, ainsi que changer la pression d'air transférée. La forme de la poitrine et du cou, la position de la langue, et la tension de nombreux muscles peuvent être altérées en produisant un effet sur la hauteur, le volume et le timbre du son produit. Le son résonne aussi en différentes parties du corps ; la taille et la structure osseuse d'un individu peuvent affecter sa voix.
Les chanteurs peuvent apprendre à travailler sur la respiration, le positionnement de la gorge et l'ouverture de la bouche afin de produire des registres différents. Un changement des cavités de résonance pourra donner une « voix de poitrine » ou au contraire une « voix de tête ».

### Mécanismes vocaux
On distingue quatre façons d'émettre des sons vocaux, dits mécanismes :
- le mécanisme 0, dit Fry ou strowbass : essentiellement accessible aux hommes, il est parfois utilisé en voix parlée sur le son « euh » et ressemble à un gargarisme sans eau ;
- le mécanisme I, dit voix de poitrine : c'est le mécanisme le plus fréquent pour un homme. Il permet de produire des sons de fréquence fondamentale comprise entre 80 et 400 Hz ;
- le mécanisme II, dit voix de tête : c'est le mécanisme le plus fréquent pour une femme. Il permet de produire des sons de fréquence fondamentale comprise entre 300 et 1 500 Hz ;
- le mécanisme III, dit voix de sifflet : c'est une voix détimbrée, comparable à une sirène ou un crissement de craie.

Souvent, en début d'apprentissage du chant, le passage de la voix de poitrine à la voix de tête pose un problème. Un peu d'entraînement permet en général de franchir cet obstacle sans cassure de la voix grâce à la voix mixte.

### Registres vocaux
Les registres vocaux, appelés aussi tessitures vocales, sont souvent confondus avec les mécanismes vocaux[réf. souhaitée]. On en dénombre généralement huit (cinq pour les hommes et trois pour les femmes) en chant lyrique : basse, baryton-basse, baryton, ténor, contre-ténor, contralto (ou simplement alto), mezzo-soprano et soprano. Chaque pupitre présente également des subdivisions.
Un registre vocal est l'ensemble des fréquences émises avec une résonance identique, c'est-à-dire la partie de l'étendue vocale dans laquelle le chanteur émet des hauteurs avec un timbre à peu près identique. Les artistes en chant lyrique utilisent plusieurs registres vocaux en modifiant le son émis par différents résonateurs de leur corps (cavité orale, fosses nasales...) afin d'homogénéiser le timbre de leur voix. Par exemple, le ténor lyrique peut monter jusqu'au contre-ut soit un do4 en mécanisme de poitrine, bien que cette note soit extrêmement haute et corresponde plutôt à une tessiture vocale de contreténor en voix de tête. De même une soprano lyrique peut monter aussi jusqu'au contre-ut, soit un do5 en voix de tête, mais la voix de sifflet est normalement de rigueur tant la note semble difficile à atteindre.

## Phonétique de la voix parlée
La phonétique est la discipline scientifique qui étudie les sons produits par la voix en vue de la communication verbale.

### Voyelles
Le triangle vocalique ou le trapèze vocalique représente les voyelles suivant deux axes, selon qu'elles sont ouvertes ou fermées à la verticale, antérieures ou postérieures à l'horizontale. Ainsi, en bas du triangle se situe le son [a] qui est le plus ouvert. Vers le haut et la gauche se trouvent les sons [è] et [é] notés [ɛ] et [e] jusqu'au [i] qui est fermé et le plus antérieur. Vers le haut et la droite, les sons [au], [o], [ou] notés [ɔ], [o], [u] qui vont vers une voyelle fermée et postérieure. Entre ces deux lignes, les sons [œ], [e], [u] notés [œ], [ə], [y]. En plus de ces voyelles orales, il existe les voyelles nasales [an], [in], [un], [on] notées [ɑ̃], [ẽ], [œ̃], [ɔ̃] où le voile du palais s'ouvre laissant passer l'air dans les fosses nasales. 
Les formants sont une amplification de certaines fréquences grâce aux résonateurs. Les valeurs de ces fréquences varient en fonction de la voyelle suivant si elle est ouverte ou fermée, antérieure ou postérieure. Les formants sont en quelque sorte la signature d'une voyelle. On met en évidence en général les deux premiers formants notés F1 et F2. Les voyelles ouvertes comme les sons proches du [a] sont celles où la fréquence du premier formant est la plus élevée. Les voyelles antérieures comme le [i] sont celles où la fréquence du deuxième formant est la plus élevée. Le triangle vocalique des formants permet de visualiser ces deux premiers formants pour toutes les voyelles avec un sens inversé pour les deux axes, de sorte que l'emplacement des voyelles sur ce graphique ressemble un peu au schéma du triangle vocalique. 

### Consonnes
La prononciation des consonnes est indispensable pour comprendre les paroles. Toutes les consonnes peuvent être classées en deux catégories : voisées ou sourdes. De même, il existe les consonnes fricatives ou occlusives. Les consonnes voisées font vibrer les cordes vocales : le [b], le [d], le [j], le [g], le [l], le [m], le [n], le [v], le [z]. Les consonnes fricatives peuvent se prolonger par friction de l'air : le [s], le [f], le [j], le [r], le [v], le [z], le [ch], le th anglais. Les consonnes occlusives résultent d'un relâchement instantané : le [b], le [d], le [g], le [k], le [l], le [m], le [n], le [p], le [t]. Chaque consonne sourde est couplée à une consonne voisée : p-b, f-v, t-d, s-z, ch-j, k-g.

## Voix chantée
Le son de la voix humaine est riche, ce qui signifie qu'il a une composition spectrale et une dynamique complexes. Une note tenue s'analyse en de multiples fréquences variant en permanence. Sur un sonagramme, on peut voir surtout la fréquence fondamentale et ses partiels harmoniques, les amplitudes décroissant en général avec le rang. Des fréquences apparaissent aussi dans l'aigu, avec une forte intensité ; ce sont les formants. Comparée à la voix chantée des femmes à l'unisson normal, celle des hommes présente une fréquence fondamentale une octave plus bas. Cette différence du son de la voix trouve son origine dans les modifications morphologiques de l'appareil vocal à l'époque de la mue. Elle permet une grande richesse harmonique dans les chorales polyphoniques entre les voix graves des basses et les voix aiguës des sopranos. Elle explique peut-être aussi pourquoi, en soliste, les registres de ténor et d'alto sont souvent utilisés, du moins pour les chansons contemporaines.

## Pathologies de la voix
La voix humaine peut être atteinte de nombreux dysfonctionnements ; parmi eux, les défauts de prononciation et les lésions aux cordes vocales. Le fait de parler trop longtemps ou trop fort peut amener à une fatigue des organes de la parole. Les extinctions de voix peuvent aussi être le résultat d'une maladie infectieuse. Une extinction de voix qui dure plus de deux semaines est le symptôme d'un problème de fond et doit faire l'objet d'une consultation en ORL.

### Bilan vocal
Les phoniatres évaluent la dégradation de la voix à l'écoute selon cinq critères, appréciés grâce à l'expérience des thérapeutes :
- G (grade) degré d'atteinte globale la voix,
- R (rough) voix rauque ou éraillée,
- B (breathy) son voilé,
- A (asthenic) manque de puissance,
- S (strained) timbre « forcé ».

Le praticien peut établir avec peu d'appareillage un phonétogramme. La personne suivie chante une dizaine de notes bien réparties, le praticien mesure le niveau atteint à une distance spécifiée avec un sonomètre. L'examen peut servir pour mesurer les progrès lors d'une rééducation vocale. Le sonagramme, aujourd'hui réalisable avec un ordinateur de bureau, peut aider à caractériser les problèmes audibles(IV.I.3). L'examen audiométrique est le complément nécessaire des examens phoniatriques (IV.I.4)
Les examens physiques peuvent inclurent l'électroglottographie, inventée en 1957. Elle consiste à mesurer la transmission d'un courant électrique à haute fréquence à travers le larynx pendant l'émission d'un son. Sa variation est liée aux mouvements d'ouverture et de fermeture des cordes vocales (IV.I.2.b). 
L'examen des cordes vocales en vibration par un endoscope, avec lumière stroboscopique ou non, est plus invasif, mais donne des informations précises sur leur état (IV.I.2).

### Affections anatomiques
Des lésions de l'appareil vocal peuvent causer une dysphonie. Certaines sont congénitales, comme le sulcus glotidis, sillon qui sépare les cordes vocales, compensé par un effort musculaire ; d'autres sont traumatiques ou irritatives : accidents, séquelles d'une intubation trachéale, tabac, maladies laryngées, reflux gastro-œsophagien, surmenage vocal (IV.II.1).
Les nodules, polypes, kystes, cancers des cordes vocales provoquent une dysphonie. La microchirurgie par endoscopie intervient pour traiter ces lésions.
Le nodule de la corde vocale est une petite tuméfaction qu'on observe fréquemment chez les professionnels de la voix. Il provoque une baisse de la tonicité vocale et un timbre voilé et perturbe l'attaque des sons chantés. S'ils sont récents, le repos vocal et la rééducation orthophonique les fait disparaître en quelques mois ; s'ils sont anciens, il faut avoir recours à la microchirurgie (IV.IV).
Chez l'enfant, il existe parfois une insuffisance vélo-pharyngée, un défaut d'occlusion du voile du palais qui gêne la prononciation des voyelles orales. Elle est causée la plupart du temps par la fente palatine, une malformation qui survient avant la naissance. 

### Affections psychosomatiques
La voix, élément de la personnalité, reflète ses caractéristiques fondamentales. Chaque élément de la performance vocale peut s'interpréter comme définition de soi : parler fort ou bas, aigu ou grave.

## En sciences humaines
La voix est l'un des principaux moyens de communication humaine, jouant un rôle central dans la transmission d'émotions, de pensées et d'informations. En sciences sociales, elle est étudiée pour comprendre dans quelles mesures elle contribue à la construction du sens, à l'établissement des relations sociales et à la structuration des identités individuelles et collectives.
La voix influence également la manière dont les individus sont perçus dans la société. Des études en psychologie sociale suggèrent que la voix peut influencer les jugements sociaux, l'attractivité perçue et même le pouvoir perçu d'une personne. Outil d'expression de soi, la voix peut également jouer un rôle dans la construction de l'estime et de la confiance en soi.
Une part importante de la personnalité d'un individu s'exprime à travers la voix, qui peut donner, en plus des renseignements sur son identité (sexe, âge, zone géographique, conditions sociales), des indications sur ses états émotionnels, de santé ou son degré de sincérité. Deux phrases identiques peuvent même revêtir des significations différentes selon la prosodie : tonalité, intonation, intensité, débit et inflexions de la voix.